# Corruzione al Palazzo di giustizia (dramma)
Corruzione al Palazzo di giustizia è un dramma in prosa in tre atti del drammaturgo italiano Ugo Betti: è considerata una tra le più celebri opere della produzione dell'autore.
Composto nel 1944 fu rappresentato la prima volta unicamente il 7 gennaio 1949 al Teatro delle Arti di Roma e pubblicato sulla rivista Sipario nel marzo dello stesso anno.
Nel 1966 fu trasmesso l'omonimo sceneggiato dal Programma Nazionale della Rai (l'odierna Rai 1), nell'ambito della prosa televisiva, con la regia di Ottavio Spadaro e la partecipazione degli attori Glauco Mauri, Nando Gazzolo e Tino Buazzelli.
Nel 1974 il dramma ebbe anche una trasposizione cinematografica diretta da Marcello Aliprandi ed interpretata da Franco Nero, Gabriele Ferzetti, Fernando Rey, Umberto D'Orsi e Martin Balsam.
Nel 2009 avviene la lettura a cura di Alberto Terrani all'Auditorium San Paolo di Macerata per lo Sferisterio Opera Festival.